# Río San Juan del Oro
Der Río San Juan del Oro (in Argentinien auch: Río Grande de San Juan) ist ein Fluss im Anden-Hochgebirge von Argentinien und Bolivien.
Der Fluss hat eine Gesamtlänge von 388 Kilometern, von denen die ersten 46 Kilometer auf argentinischem Staatsgebiet liegen. Auf den ersten dreißig Kilometern verläuft die argentinische Nationalstraße RN 40 parallel zum Fluss. Dieser passiert die beiden Ortschaften San Juan y Oro und San Juan de Oro. Er wendet sich dann nach Norden in Richtung auf das Nachbarland Bolivien, dessen Grenze er an der Mündung des von Westen her zufließenden Río San Antonio erreicht. Auf den folgenden 56 km ist der San Juan Grenzfluss zwischen der argentinischen Provinz Jujuy im Osten und der bolivianischen Provinz Sur Lípez im Westen. Der Hauptteil des Flusses, nämlich die folgenden 286 km, liegen auf bolivianischem Territorium. Auf einer Strecke von etwa 160 Kilometern fließt der San Juan mehr oder weniger in östlicher Richtung, bevor er sich dann auf seinen letzten 125 Kilometern nach Norden wendet, bis er sich nahe der Stadt Villa Abecia mit dem Río Tumusla vereinigt und dann den Namen Río Camblaya trägt.